# 聖胡斯托縣

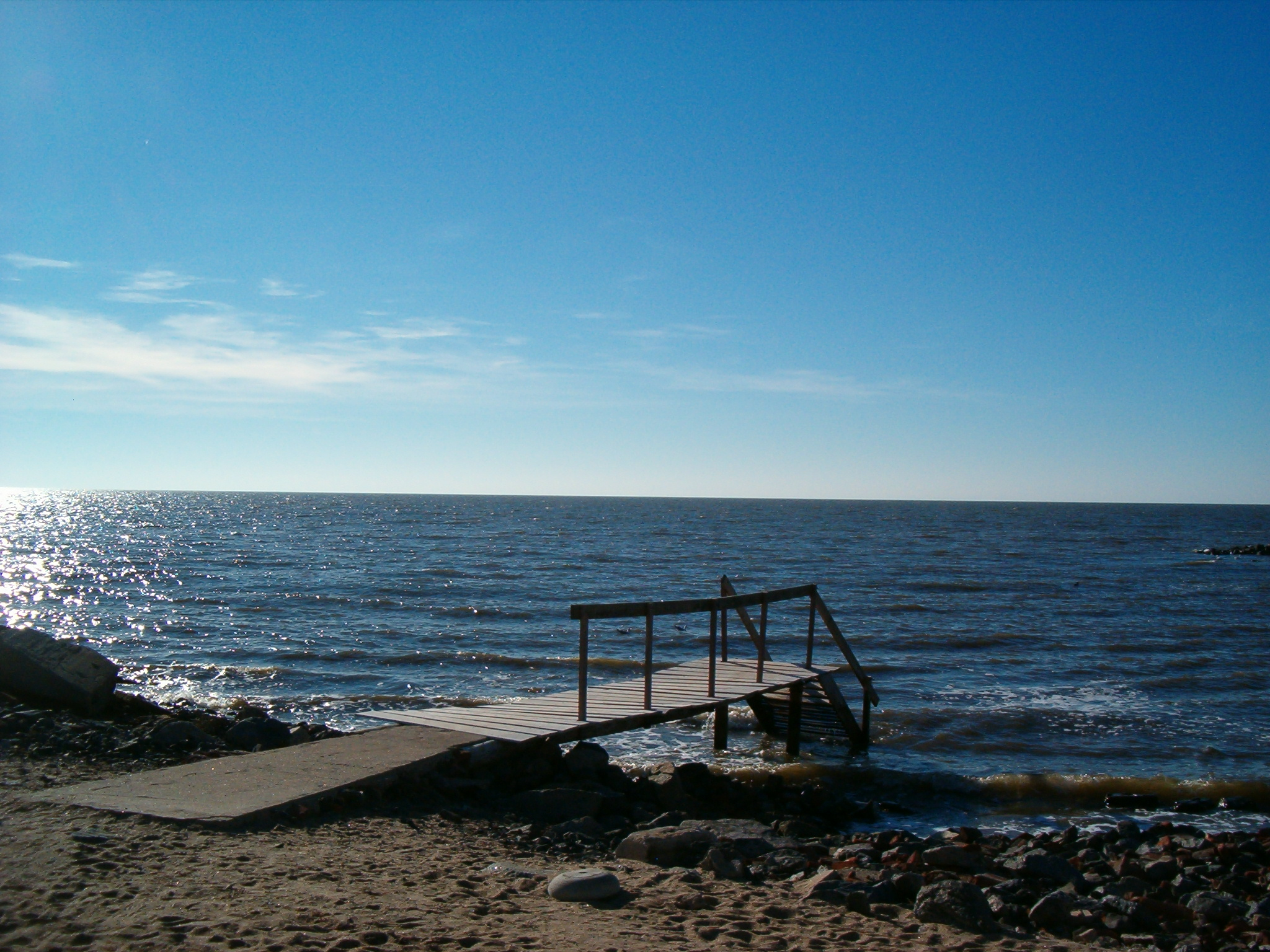

31°26′S 62°4′W / 31.433°S 62.067°W
聖胡斯托縣（西班牙語：Departamento San Justo），是阿根廷的縣份，位於該國中部科爾多瓦省，首府設於聖弗朗西斯科，面積13,677平方公里，2001年人口190,182，人口密度每平方公里14人。